# Belo Oriente
Belo Oriente, amtlich portugiesisch Município de Belo Oriente, ist eine Stadt in Minas Gerais, Brasilien.
Sie lag von 1989 bis 2017 in der Mikroregion Ipatinga und Mesoregion Vale do Rio Doce und grenzt an die Gemeinden Açucena, Mesquita, Santana do Paraíso, Ipaba, Bugre, Iapu sowie Naque.